# Phalangisme
Le phalangisme ou falangisme (espagnol: Falangismo) était l'idéologie politique de la Falange Española Tradicionalista et des Juntas de Ofensiva Nacional Sindicalista (toutes deux simplement connues sous le nom de « Falange »), ainsi que de leurs dérivés dans d'autres pays. Sous la direction de Francisco Franco, il devient en grande partie une idéologie autoritaire et conservatrice liée à l'Espagne franquiste. Une opposition phalangiste au franquisme a toutefois également existé à la suite de la politique du régime franquiste ne suivant pas les principes nationaux-syndicalistes du phalangisme.
Le phalangisme typique place les intérêts de l'État et de la nation au-dessus des intérêts individuels et de groupes. Il préconise la nécessité d'une autorité, d'une hiérarchie et d'un ordre totaux dans la société et peut être considéré généralement comme anticommuniste, anti-libéral et antidémocratique,. Bien qu'il puisse mettre l'accent sur l'identité religieuse catholique dans une société, l'influence de l'Église demeure toutefois subordonnée à l'autorité suprême de l'État.

## Composante idéologique

### Nationalisme et racialisme ibérique
Pendant la guerre civile espagnole, la Phalange et les carlistes avant l'unification des deux partis en 1937 ont tous deux promu l'incorporation du Portugal en Espagne. Avant et après sa fusion avec les carlistes, le groupe de la Phalange a soutenu l’annexion de Gibraltar et du Portugal à l'Espagne. Au cours de ses premières années d'existence, la Phalange a produit des cartes de l'Espagne incluant le Portugal en tant que province d'Espagne. Les carlistes ont déclaré qu'une Espagne carliste reprendrait Gibraltar et le Portugal. Après la guerre civile, des membres radicaux de la Phalange ont appelé à une réunification avec le Portugal et à l'annexion d'anciens territoires espagnols dans les Pyrénées françaises. Au cours de la Seconde Guerre mondiale, Franco communique avec l’Allemagne le 26 mai 1942 dans lequel il déclare que le Portugal doit faire partie de l’Espagne. Certains des phalangistes espagnols avaient soutenu le racialisme et leurs politiques, considérant les races comme réelles et existantes, avec des forces, des faiblesses et des cultures différentes inextricablement obtenues avec elles. Cependant, contrairement à d’autres racialistes tels que les nationaux-socialistes, le phalangisme ne s’inquiète pas de la pureté raciale et ne dénonce pas les autres races pour leur valeur inférieure, affirmant que « chaque race a une signification culturelle particulière » et affirmant que le mélange des races espagnoles et autres a produit un « supercaste hispanique » qui est « amélioré sur le plan éthique, moralement robuste, spirituellement vigoureux ». La Phalange était moins préoccupée par la régénération raciale biologique espagnole que par la nécessité de la régénération spirituelle catholique espagnole. Certains phalangistes ont néanmoins encouragé l'eugénisme destiné à éliminer les dommages physiques et psychologiques causés par des agents pathogènes. Le phalangisme a toujours soutenu et continue d'appuyer les politiques de natalité visant à stimuler l'augmentation du taux de fécondité chez les citoyens idéalement aptes physiquement et moralement.
Francisco Franco a loué l'héritage wisigothique de l'Espagne, affirmant que la tribu germanique des Wisigoths donnait aux Espagnols leur « amour national pour la loi et l'ordre ». Pendant les premières années du régime phalangiste de Franco, le régime admirait l'Allemagne nazie et demandait à des archéologues espagnols de démontrer que les Espagnols faisaient partie de la Race aryenne, notamment à travers leur héritage wisigoth.
Le fondateur de la Phalange espagnole, José Antonio Primo de Rivera, ne s'intéressait guère à la résolution du problème juif en dehors de la sphère politique. La position de la Phalange a été influencée par le fait que la petite communauté juive d’Espagne de l’époque était de petite taille et n’a pas favorisé le développement d’un antisémitisme fort. Primo de Rivera a estimé que la solution au problème juif en Espagne était simple: la conversion des juifs au catholicisme. Cependant, sur la question des tendances politiques perçues chez les Juifs, il mit en garde contre les influences judéo-marxistes sur la classe ouvrière. Le quotidien phalangiste Arriba a affirmé que « l'Internationale judéo-maçonnique est à l'origine de deux grands maux qui ont affligé l'humanité: le capitalisme et le marxisme ». Primo de Rivera a approuvé les attaques des phalangistes sur les grands magasins SEPU appartenant à des Juifs en 1935.
La Phalange espagnole et ses affiliés hispaniques ont favorisé l'unité culturelle, économique et raciale des peuples hispaniques du monde entier dans « l'hispanidad ». Elle a cherché à unir les peuples hispaniques en proposant de créer un Commonwealth ou une fédération d'États hispanophones dirigés par l'Espagne.

### Économie nationale-syndicaliste
Le phalangisme soutient une société nationale transcendant les classes tout en s'opposant aux sociétés basées sur des classes individuelles telles que les sociétés bourgeoises ou prolétariennes. Le phalangisme s'oppose à la lutte des classes. José Antonio Primo de Rivera a déclaré que « l'État est fondé sur deux principes: le service à la nation et la coopération des classes ».
À l’origine, le phalangisme espagnol promu par Primo de Rivera prônait une économie «nationale-syndicaliste» qui rejetait à la fois le capitalisme et le communisme. Primo de Rivera a dénoncé le capitalisme comme étant une économie individualiste aux mains de la bourgeoisie qui a transformé les travailleurs « en un rouage déshumanisé de la machine de production bourgeoise », tandis que les économies socialistes étatiques asservissaient l'individu en confiant le contrôle de la production à l'État. Le manifeste original de la Phalange, les « vingt-sept points », appelait à une révolution sociale pour créer une économie nationale-syndicaliste qui créerait des syndicats nationaux d'employés et d'employeurs afin d'organiser et de contrôler mutuellement l'activité économique, la réforme agraire, le développement industriel et le respect des droits de propriété privée à l'exception de la nationalisation des facilités de crédit pour prévenir l'usure capitaliste.
Le phalangisme est résolument anticommuniste. La Phalange espagnole a soutenu l'intervention espagnole pendant la Seconde Guerre mondiale contre l'Union soviétique au nom de l'anticommunisme, ce qui a amené l'Espagne à soutenir le Pacte anti-Komintern et à envoyer des volontaires rejoindre les légions étrangères de l'Allemagne nazie sur le front oriental afin de soutenir l'effort de guerre allemand contre l'Union soviétique.

### Rôles de genre
La Phalange a appuyé les idées conservatrices sur les femmes et soutenu des rôles de genre rigides stipulant que les tâches principales de la femme dans la vie devaient être une mère aimante et une épouse. Cette politique était opposée à celle de la Seconde République espagnole qui prévoyait le suffrage universel des femmes.

## Théoriciens phalangistes
- José Antonio Primo de Rivera
- Pilar Primo de Rivera
- Nimio de Anquin
- Álvaro Cunqueiro
- Ernesto Giménez Caballero
- Carlos Ibarguren
- Pedro Laín Entralgo
- Ramiro Ledesma Ramos
- Leopoldo Lugones
- Eugenio d'Ors
- Leopoldo Panero
- José María Pemán
- Onésimo Redondo
- Dionisio Ridruejo
- Luis Rosales
- Pedro Sainz Rodríguez
- Rafael Sánchez Mazas
- Luys Santa Marina
- Gonzalo Torrente Ballester
- Antonio Tovar
- José Luis Arrese